# Swarm Peak
Der Swarm Peak ist ein 610 m hoher Nunatak im westantarktischen Marie-Byrd-Land. In den Ford Ranges ragt er als östlichste Erhebung der Birchall Peaks auf.
Luftaufnahmen und Kartierungen des Bergs entstanden bei der Byrd Antarctic Expedition (1928–1930) und der United States Antarctic Service Expedition (1939–1941). Das Advisory Committee on Antarctic Names benannte ihn 1970 nach Howard Myron Swarm (1916–1987), Ionosphärenphysiker des United States Antarctic Research Program auf der Byrd-Station von 1966 bis 1967.